# Gustavo A. Madero (Cidade do México)
Gustavo A. Madero é uma demarcação territorial da Cidade do México, situada na parte norte da capital mexicana. Possuía em 2015 uma população de 1.164.477 habitantes, distribuída em uma área de 88 km². Faz fronteira com Cuauhtémoc e Venustiano Carranza a sul e com Azcapotzalco a oeste.
A demarcação recebeu seu nome em homenagem a Gustavo A. Madero, irmão do ex-presidente mexicano Francisco I. Madero. Francisco e Gustavo lutaram pelo fim do governo de Porfirio Díaz, que foi presidente do México entre 1884 e 1911.

## Transportes

### Metrô da Cidade do México
Gustavo A. Madero é atendida pelas seguintes estações do Metrô da Cidade do México:
- Aragón
- Autobuses del Norte
- Bondojito
- Bosque de Aragón
- Consulado
- Deportivo 18 de Marzo
- Deportivo Oceanía
- Eduardo Molina
- Indios Verdes
- Instituto del Petróleo
- La Raza
- La Villa-Basílica
- Lindavista
- Martín Carrera
- Misterios
- Oceanía
- Politécnico
- Potrero
- Talismán
- Valle Gómez
- Ville de Aragón